# The Speed Freak
Cet article concerne le musicien allemand. Pour le joueur de tennis professionnel, voir Martin Damm.
Ne doit pas être confondu avec Speedfreek.
Martin Damm (né en 1968 à Kaiserslautern) est un producteur et disc jockey allemand de musique électronique. Plus connu sous ses principaux noms de scène The Speed Freak et Biochip C., dont les créations sont principalement axées techno hardcore. Dès ses débuts, il travaille sur un large éventail de musiques électroniques dans divers labels discographiques tels Drop Bass Network, Shockwave Recordings ou Mokum Records. Avec plus de 250 albums à son actif et ses influences multiples, Martin Damm s'attribue son propre style de hardcore, qu'il a nommé « cycore ».

## Noms de scène
Martin Damm s'est produit sous de nombreux noms de scène différents, dont The Speed Freak, Biochip C., "O", 909 Disco Babes, Biobreaks, Braindub, Chicks With Dicks, Earlenbeach Terror Squad, MAD TRed Bullfighter, S.C.U.M., Violator, Wendy Milan, et Y-Decibel.

## Biographie
Martin Damm commence sa carrière en 1990. À l'âge de 18 ans, il décide d'acheter un sampler et de créer sa propre musique techno, puis propose ses premières compositions à des labels comme Suck Me Plasma. Il compose initialement au sein des tendances mellow à hard de la house music, dans les veines techno, acid et electro sous le nom de Biochip C., ou encore new beat. Ce pseudonyme n'est pas exclusif, puisqu'il dispose en parallèle de quatre autres alias qui sont autant de projets pour lui, à savoir The Speed Freak (techno expérimentale et hardcore house puis gabber), Phase IV (hardcore), Search & Destroy (gabber), et encore Subsonic 808 (house),.
Aux alentours de 1995-1996, Martin Damm est l'un des quelques musiciens à travailler sur de la musique expérimentale orientée breakbeat. En 1995, il est certifié disque d'or pour son remix du titre happy hardcore à succès I Wanna Be a Hippy du groupe Technohead,, et une autre fois pour son remix de Knockin' composé par le groupe espagnol Double Vision,.
Toujours dans les années 1990 puis dans les années 2000, ses compositions sont présentes sur plusieurs séries de compilations, dont la série des Thunderdome, ce qui le fait connaître aux Pays-Bas comme un artiste gabber. En 2002, il rejoint le label français Audiogenic, sous le nom de The Speed Freak. C'est ici qu'il sort son album 1000 Needles, favorablement accueilli par le public européen.
The Speed Freak participe également à divers événements incluant Energy, Odyssey, Cubik, Gabber-G, Futurescope Events (Suisse), Prophecy et Nordik Impact (France), G-Pod et Otaku Speedvibe (Japon), Omniglobe (Australie), Blitzkrieg, Perplexer, Encore, Speed (États-Unis), Spinalcore (Canada), Gazometer (Autriche), Hellraiser, A Nightmare in Rotterdam, Thunderdome, et Frenchcore S'il Vous Plait! (Pays-Bas),.

## Style musical
Le premier contact de Martin Damm avec le son hardcore se fait avec les sorties du label Rotterdam Records, le premier label gabber. Sa réaction semble avoir été radicale. « C'est censé être hard ? Je peux faire mieux », déclare-t-il dans une interview, dans laquelle il explique également que ses influences sont très diverses, l'ensemble des styles de musique électronique qu'il a rencontrés lui donnant l'occasion de trouver l'inspiration, et créer son propre hardcore à partir de musiques non hardcore. C'est pour cette raison qu'il indique que les artistes qui l'ont majoritairement inspiré ne sont pas des artistes hardcore, mais Richard D. James, Mike Paradinas ou Philip Glass. 
Martin Damm s'inspire également de la scène musicale acid de Chicago, associée à des musiciens tels Robert Armani, DJ Pierre, Armando ou Marshall Jefferson, ainsi qu'à des labels comme Chicago Traxx et Drop Bass Network. Ce cocktail unique, désynchronisé de toute scène locale et traversé d'influences diverses, autorise Martin Damm à s'attribuer un style de hardcore qui lui est propre, le « cycore ».
The Speed Freak, comme dans ses compositions originelles, favorise encore et toujours les apports provenant d'horizons divers. Qu'il s'agisse de profiter des progrès techniques — préenregistrement ou synchronisation de fichiers pour garder les mains libres et proposer de nouveaux arrangements lives — ou de mêler des styles différents, hardcore et drum and bass par exemple, Martin Damm y est très favorable. Il soutient des artistes comme Ohmicide ou Brutal Jesters, et participe au projet Re:Fusion avec DJ Mutante et Rex Buron.

## Critique
Les contributeurs d'AllMusic publient de nombreuses critiques concernant ses singles et albums. Ils attribuent notamment une note de trois étoiles sur cinq à son EP Los Amigos en Electro  de 1996, Musik Ohne Eier (1996 également), à son album 5 Years on Speed sorti le 16 février 1998 ; puis quatre étoiles pour son album Breakdown de 1998.